# Hemieuxoa lithoplana
Hemieuxoa lithoplana är en fjärilsart som beskrevs av Márton Hreblay och Ronkay. Hemieuxoa lithoplana ingår i släktet Hemieuxoa och familjen nattflyn. Inga underarter finns listade i Catalogue of Life.